# Acıgöl (Krater)
Acıgöl-Nevsehir ist eine Caldera in der Zentral-Türkei. Eine Autobahn, welche die Städte Acıgöl und Nevşehir verbindet, durchquert die Caldera. Die elliptische, 7 × 8 km messende Caldera ist Teil einer gebietsweise bedeckten größeren und älteren Caldera, auf deren Grund sich eine Gruppe von Maaren, Aschenkegeln, Lava-Domen und basaltischen Lavaströmen bildeten.
Drei Gruppen von Obsidian-Lavaströmen wurden datiert: Die ältesten Lavaströme entstanden vor 190.000 bis 180.000 Jahren, einige Lavadome datieren von vor etwa 75.000 Jahren und auf dem westlichen Caldera-Boden befinden sich einige 20.000 bis 15.000 Jahre alte Krater. Die letzte ungenau datierbare Eruption ereignete sich um 2080 v. Chr. (± 200 Jahre). Ascheablagerungen überdecken Artefakte aus der Zeit um 2.300 bis 1.850 v. Chr. Die höchste Erhebung des Caldera-Rands, der Lavadom Kocadağ Tepe, hat eine Höhe von 1689 m.